# Ethik der Achtsamkeit
Die Ethik der Achtsamkeit oder Care-Ethik ist eine moralphilosophische Konzeption zur Bewertung von menschlichem Handeln in Bezug auf Achtsamkeit für die Bedürfnisse und Belange anderer Menschen, Care-Arbeit, Sorge bzw. Fürsorge. Sie ist eine zeitgenössische europäische Variante der Care-Ethik, bei der Interaktion und Praxis im Vordergrund stehen. Sie bezieht sich auf den US-amerikanischen Diskurs zur Ethics of Care und entwickelt diesen weiter. Ebenso wie die niederländische Zorgethiek, die schwedische Omsorgsetik, die französische éthique du care und die italienische etica della cura zeichnet sich die deutschsprachige Ethik der Achtsamkeit durch ihren transdisziplinären Charakter aus: Die Ethik der Achtsamkeit wird insbesondere in und zwischen Pflegewissenschaft, Didaktik, Politikwissenschaft, Medizinethik, Sozialwissenschaften, Sozialer Arbeit sowie Philosophie diskutiert und weiterentwickelt.

## Europäische Forschung zur Ethik der Achtsamkeit
Im Mittelpunkt der europäischen Forschung zur Ethik der Achtsamkeit steht weniger das Individuum als eine Interaktion: Bei der Praxis der Achtsamkeit handelt es sich um Kommunikation und Zuwendung. Sie wird unter anderem an alltäglichen helfenden, beratenden, pflegenden, unterstützenden und versorgenden Tätigkeiten erforscht. Die Forschenden schärfen sowohl den Blick für deren ethische und politische als auch für die handlungstheoretische Dimension. Oftmals ist dieser ethische Theoriestrang der Fürsorgeethik durch eine induktive Herangehensweise (der aristotelischen induktiven Ethik) geprägt, manche sprechen sich für eine „empirisch begründete“ Ethik aus. Einerseits wird danach gefragt, was gelingendes Handeln von misslingendem Handeln unterscheidet. Andererseits werden Wege erkundet, auf denen gelingendes Handeln gefördert und realisiert werden kann.
Neben den Gütekriterien pflegend-versorgenden Tätigseins, wird auch danach gefragt, wer Verantwortung für die Tätigkeiten trägt oder übernehmen könnte. Darüber hinaus ist der europäischen Forschung zur Ethik der Achtsamkeit daran gelegen, einen „reflexiven, bewussten Umgang mit zwischenmenschlicher Angewiesenheit und daran geknüpften Wünschen, Kränkungen und Ängsten“ zu befördern.

## Schlüsselbegriffe der Achtsamkeitsethik
Das englische Wort ‚care‘, das eine enorme Mehrdeutigkeit aufweist, dominiert auch die seit nunmehr dreißig Jahren existierende europäische Forschung zur Ethik der Achtsamkeit. Dem Begriff der ‚Achtsamkeit‘, der sich seit 2001 etabliert hat, kommt dabei ein besonderer Stellenwert zu: „Mit dem Begriff ‚Achtsamkeit‘ wird der starke Impetus von ‚Achtung‘ aufgegriffen. ‚Achtsamkeit‘ drückt aber auch das Anliegen aus, daß Menschen sich anderen Menschen zuwenden, sie ernst nehmen, auf sie eingehen, für sie sorgen, sowie daß Menschen Zuwendung zulassen, reagieren, sich einlassen. Achtsamkeit unterscheidet sich von der herkömmlichen Auffassung von Achtung, der zufolge sich autonome Menschen gegenseitig respektieren (sollen). Mit dem Konzept der Achtsamkeit ist es nicht länger nötig, fiktive Annahmen ins Spiel zu bringen oder wider besseres Wissen zu unterstellen, entsprechende Verhältnisse seien reziprok und symmetrisch. (...) Mit ‚Achtsamkeit‘ wird also akzentuiert, daß Menschen andere Menschen achten und sich ihnen zuwenden, ohne daß dies implizit mit Autonomie verknüpft ist.“
Die Ethik der Achtsamkeit knüpft an die US-amerikanische Debatte über ‚care‘ an und nicht an das aufmerksame Innehalten im Rahmen der buddhistischen Meditation etwa im Vipassana, das im Englischen oft mit ‚mindfulness‘ bezeichnet und manchmal als Achtsamkeit übersetzt wird. Im Kontext der care-ethischen Debatten über Gütekriterien und Möglichkeiten gesellschaftlicher Transformation sind neben Achtsamkeit als weitere Schlüsselbegriffe unter anderen die folgenden zu nennen: Bezogenheit, Relationalität, Präsenz, Verletzlichkeit, Verantwortung und Anteilnahme, Kontextualität, Erfahrung, tätige Hilfe, Bedürfnisse, Sorge für andere und Selbstsorge.

## Ethik der Achtsamkeit und Sorge-Arbeit
Die europäische Forschung zur Ethik der Achtsamkeit bringt mit diesen Schlüsselbegriffen eine – zu Gleichheit und Gerechtigkeit – alternative normative Sichtweise ins Gespräch. Sie unterscheidet sich damit einerseits vom Community Care Ansatz, der die Gemeinschaft in den Mittelpunkt stellt und dessen theoretisches Fundament der Kommunitarismus zu sein scheint. Anders als der Kommunitarismus setzt die Ethik der Achtsamkeit zunächst bei der Interaktion zwischen
Individuen an und interpretiert diese dann im Rahmen der Gesellschaft. Die Schlüsselbegriffe der Ethik der Achtsamkeit weisen aber auch auf eine alternative normative Sichtweise zum Diskurs über Sorge-Arbeit oder Care-Arbeit hin. Die Forschung zur Care-Arbeit stellt die soziale Ungleichheit in den Mittelpunkt und kritisiert eine Verletzung der Verteilungsgerechtigkeit, die sowohl die Ausführung als auch die Inanspruchnahme versorgender Tätigkeiten betrifft. Die Forschung zur Ethik hebt demgegenüber Verantwortung und Anteilnahme hervor und fragt danach, wie alltägliche Beziehungspflege, Versorgung und Bezogenheit gelingend zu gestalten sind. Sie thematisiert die gelingende Gestaltung alltäglicher Beziehungspflege, Versorgung und Bezogenheit. Die Debatten um Sorge-Arbeit und um die Ethik der Achtsamkeit in Europa führen also zu getrennten Diskursen.